# Calathea wiotii
Calathea wiotii là một loài thực vật có hoa trong họ Marantaceae. Loài này được (E.Morren) Regel mô tả khoa học đầu tiên năm 1879.